# Platani (rzeka)
Platani (scn. Plàtani) – w czasach starożytnych znana jako Alico (Halykus), rzeka w południowej Sycylii we Włoszech. Jej długość wynosi 103 km, co czyni ją piątą pod względem długości rzeką Sycylii, po Salso, Simeto, Belice i Dittaino, i trzecią pod względem powierzchni dorzecza (1785 km²), po Simeto i Salso. Przepływa przez prowincje Palermo i Agrigento, tworząc granicę pomiędzy tą ostatnią a prowincją Caltanissetta.